# Kiwi (fruct)
Kiwi este fructul comestibil al plantelor Actinidia chinensis și Actinidia deliciosa din Asia. Denumirea chinezească este Yang Tao (mura sau strugurele gâștei). Cunoscut original sub denumirea de „agrișe chinezești”.
Istoria "europeană" a fructului a început în Valea Ghang Kiang, din Sud-Estul Chinei, de unde în anul 1847 un membru al Societății Regale de Horticultură din Marea Britanie a trimis primele semințe în afara granițelor țării de origine. În 1906 a fost plantată și în Noua Zeelandă unde a rodit prima dată în 1910. Aici fructul a fost "rebotezat" cu numele de astăzi, după numele păsării naționale, probabil datorită asemănării ca formă și culoare. Astăzi kiwi se cultivă în Noua Zeelandă, SUA, Italia, Japonia, Franța, Grecia, Spania, Australia și Chile.
În pădurile din care este originară, planta care face kiwi (Actinidia chinesis) poate fi descrisă ca un arbust cu vițe lungi, viguroase și lemnoase, asemănătoare lianelor, cu aspect de arbust cățărător. Adesea un astfel de arbust acoperă o zonă de 3-4,5 m lățime, 5–7 m lungime și 2,7-3,6 m înălțime. De aceea, atunci când este cultivată, planta are nevoie absolută de un spalier. În câmp, planta se cultivă pe araci înalți de 1,7–2 m, legați între ei cu sârmă.
Fructul are o formă ovaloidă, de mărimea unui măr mijlociu (7–10 cm lungime și o greutate de circa 80-100 g), cu miezul verde, cărnos, acrișor. Coaja verde-maronie pufoasă (acoperită cu perișori aspri), este comestibilă. Pulpa fructului este cărnoasă, de culoare verde, cu vreo sută de semințe mici, negre, comestibile și viabile, dispuse circular către interiorul fructului. Kiwi este sursă importantă de vitamina C, dar și de vitamina A și vitamina E, de calciu, fier și de acid folic.
Planta de kiwi este foarte sensibilă la ger și la vânt, preferând solurile umede, umbroase și puțin calcaroase.
După recoltare, depozitarea acestor fructe se face în încăperi curate, uscate și fără infestie, în lăzi stivuite și așezate pe grătare, la o temperatură de 12 °C și o umiditate relativă a aerului de 85-90%. În aceste condiții ele pot fi păstrate o perioadă de circa 2-5 săptămâni.
Printr-un Grant de Cercetare, finanțat de Academia Română, Facultatea de Horticultură din Universitatea de Știinte Agronomice și Medicină Veterinară București, având ca director de grant pe Stănică Florin, a întreprins o cercetare cu titlul Selecția unor elite hibride de kiwi (Actinidia arguta) și înmulțirea rapidă a acestora în vederea omologării și introducerii în cultură în România.

## Conținut
Kiwi este fructul cu cele mai multe substanțe nutritive din categoria fructelor importante. Kiwi conține mai multă vitamină C decât o portocală.

Kiwi conține o gamă largă de substanțe nutritive:
- Luteină, o substanță care este apreciată din ce în ce mai mult pentru eficacitatea ei în reducerea riscului de apariție a cancerului, a bolilor de inimă și în prevenirea cataractei. Kiwi e considerat a fi, după porumb, fructul cu cea mai bogată sursă de luteină.
- toate tipurile de fibră care protejează împotriva bolilor de inimă, a diabetului, cancerului etc.
- cupru - mineral cu rol vital în procesul de creștere a copiilor pentru că ajută la întărirea oaselor, la dezvoltarea creierului și la construirea sistemului imunitar.
- potasiu - mai mult decât bananele. Potasiul ajută la funcționarea eficientă a inimii și are rol semnificativ în controlul presiunii arteriale.
- magneziu, fier, calciu,  acid folic, crom.
- vitamina A, vitamina B6, vitamina C, vitamina E

Semințele de Kiwi sunt cele ce încorporează toți nutrienții: proteine, vitamine, minerale.

## Alergii
Persoanele alergice la latex, papaya sau ananas este posibil să prezinte de asemenea alergie la kiwi, datorită prezenței unei enzime numită actinidină.